# Michael Wright
Michael Wright, född 30 april 1956, är en amerikansk skådespelare, känd för rollen som internen Omar White i TV-serien Oz. Han har också medverkat i serier som V och Miami Vice. Wright har även några filmroller bakom sig, bland annat i Confessions Of A Hitman och Point Blank.